# 三島宿地口行灯

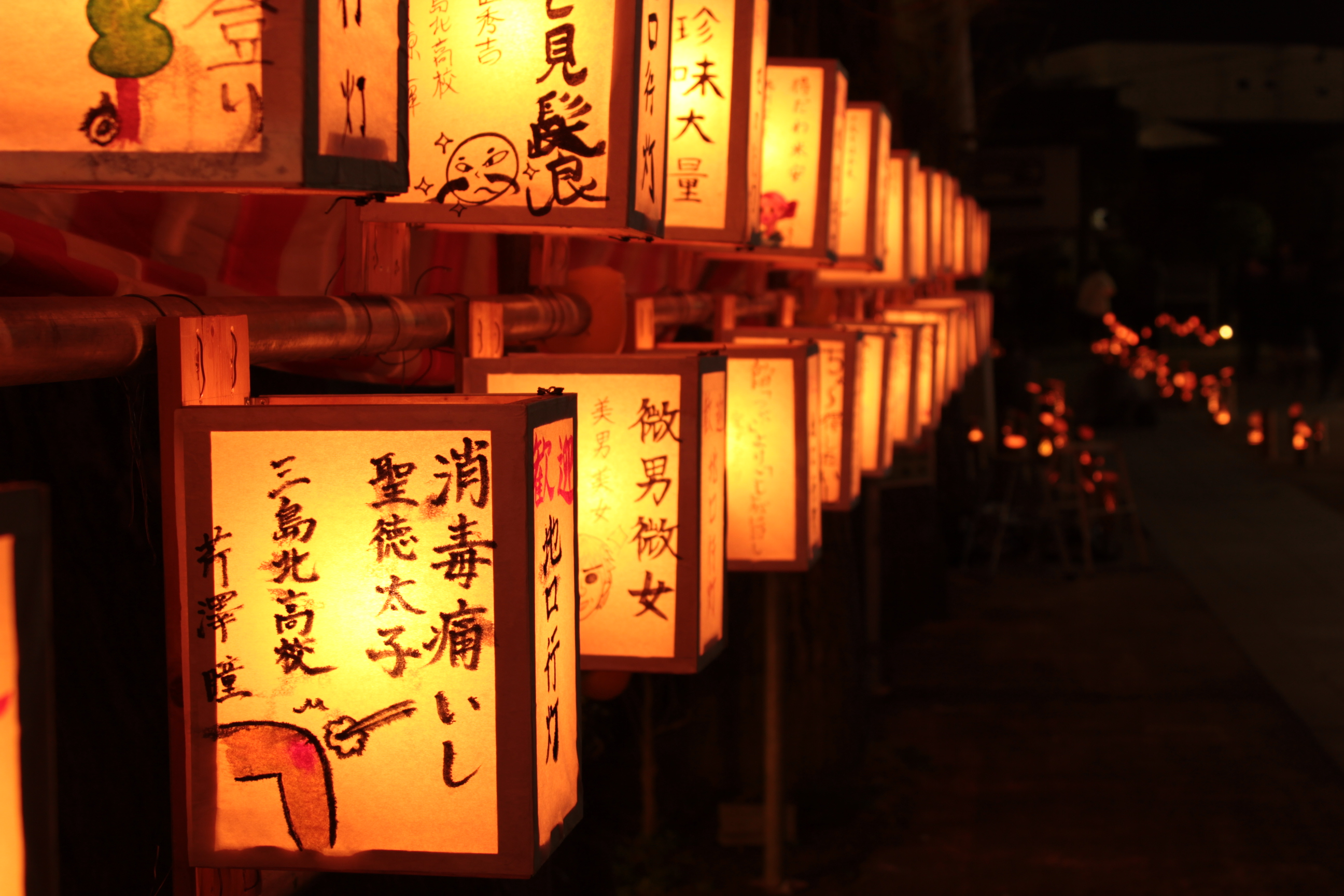
三島宿地口行灯、2013年度

三島宿地口行灯（みしまじゅく じぐちあんどん）は、静岡県の三島市で毎年2月の初午頃に行われる催しで、地元商店街などの共催による。

## 概要
地口とは駄洒落の一種で、よく知られた言葉やことわざを発音の似通った語句に置き換え、違った意味に読み替えるなどして楽しむ言葉遊びである。それを行灯に書き込み、街頭などに飾る風習を地口行灯と呼び、江戸中期ごろから流行した。東京の稲荷神社や浅草伝法院通りには今もこの風習があり、それを真似て始めたのが三島宿地口行灯である。2012年（平成24年）で第12回目の開催となる。
行灯に書き込む地口は一般に公募を行い、審査で厳選され、地口とそれに合う絵を和紙に描き、行灯にして商店街などに飾られる。地口行灯と謳ってはいるが、東京のそれとは違い、三島の行灯に書かれるのは地口だけではなく、川柳や俳句を書かくものもある。こちらには句と共に風景や植物等が描かれる。こういった新しい試みを取り入れたことで「現代創作地口」とも称されることになった。作品の応募者には三島市周辺の自治体住民はもちろんのこと、県外からも作品が寄せられている。なお、催しの期間中には、「新春開運初午ツアー」と銘打ち、行灯や点在する神社やを見て回る企画が行われる。2013年の本催しでは、全国から1277点の応募があり、176点が行灯として展示された。

## 展示場所
第8回以降は、三島広小路駅近くにある三石神社境内を中心に展示範囲を限定して開催された。かつては目抜き通りで展示していたが、2007年に悪戯等による被害を受け、警察署に被害届を提出したことがあり、展示範囲を狭めることにするなど、試行錯誤が続いている。
なお、この催しで作られた行灯は、その年の優秀作を集めて展示したり、他の祭りや催しで再度展示されることがある。

## 近年の開催状況
- 2006年（平成18年）「第6回 三島宿地口行灯」

行灯370張りほどを展示。
- 2007年（平成19年）「第7回 三島宿地口行灯」2月3日～2月11日

行灯368張りと学生対抗の行灯を展示。
- 2008年（平成20年）「第8回 三島宿地口行灯」2月7日～2月12日

- 2009年（平成21年）「第9回 三島宿地口行灯」2月6日～2月11日

行灯180張りほどを展示。
- 2010年（平成22年）「第10回 三島宿地口行灯」2月11日～2月16日

行灯180張りほどを展示。三石神社では学生対抗も。

## その他
- 過去には、地元コミュニティFMエフエムみしま・かんなみの番組「すまいるトレイン777」「Let's join us どんどん土曜日」内において川柳を扱うコーナー（「すまいる川柳」）で公募を行い、優秀な作品に「番組推薦枠」が設けられていたこともあった。告知募集だけではなく、イベント開催時期に優秀作品の紹介を行っていたこともある（既に番組は終了している）。